# Reifezeugnis

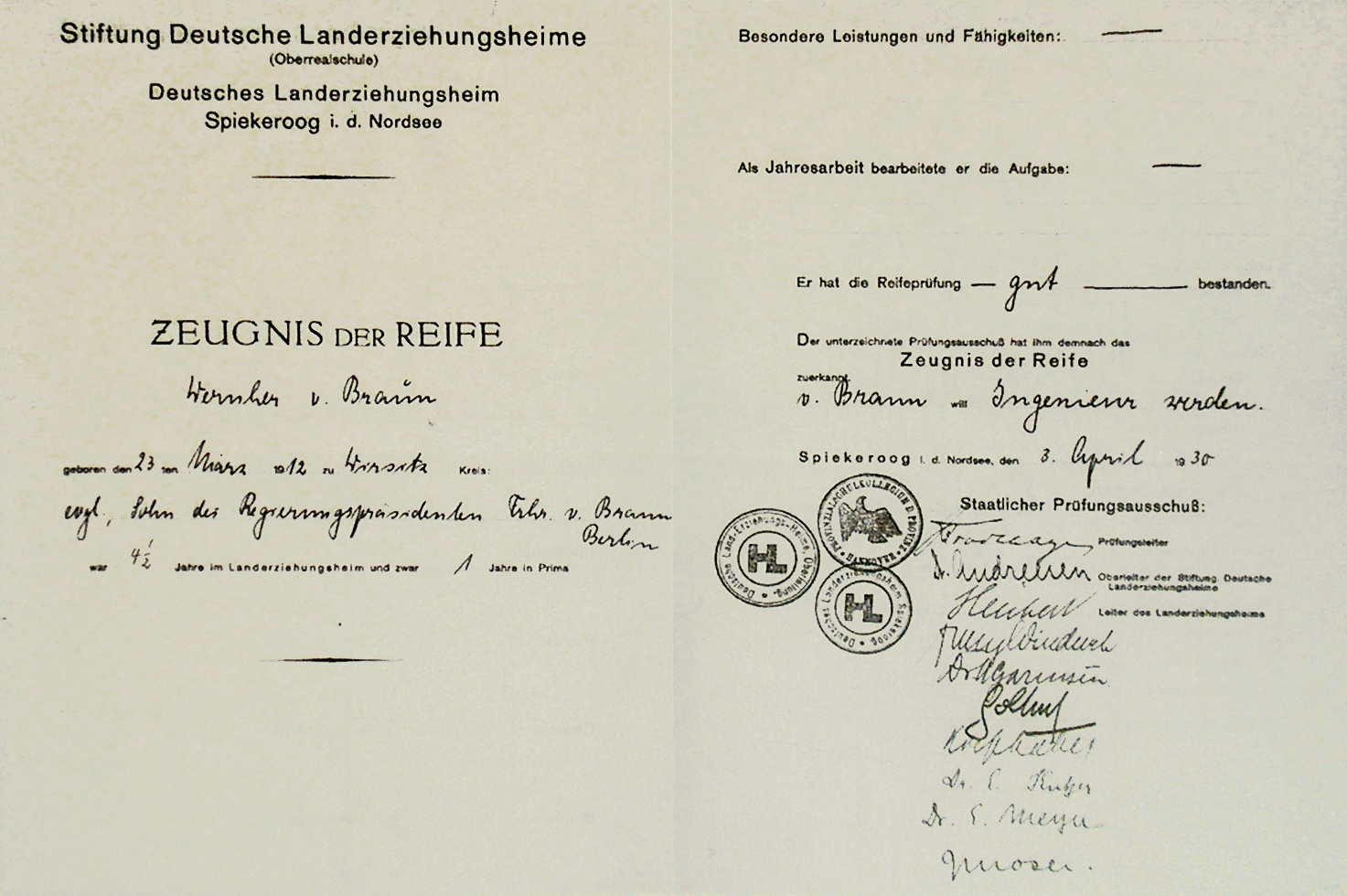
Reifezeugnis Wernher von Brauns (1930)

Das Reifezeugnis wird auch Abiturzeugnis oder Zeugnis der Matura (von lateinisch maturitas ‚die Reife‘) genannt und ist eine Urkunde über die allgemeine Hochschulreife. Dem Absolventen einer gymnasialen Oberstufe oder einer berufsbildenden höheren Schule oder Personen, die eine Externistenprüfung abgelegt haben, wird damit das Bestehen der Abschlussprüfung bescheinigt und die Befähigung zu einem Hochschulstudium zuerkannt.

## Bedeutung
Im Reifezeugnis sind in der Regel die Leistungen in den einzelnen Schulfächern nach Noten oder einem Punktesystem aufgeführt. In den einzelnen Fächern, die vor der zwölften Klasse beziehungsweise vor der Abschlussklasse abgeschlossen wurden, wird die letzte Zeugnisnote übernommen. Zumeist sind die Unterrichtsfächer der letzten vier Schulhalbjahre aufgeführt, ebenfalls die Prüfungsergebnisse der gewählten Leistungskurse (Wahlpflichtfächer) sowie die erzielte Durchschnittsnote. Des Weiteren wird vermerkt, ob das Zeugnis den Nachweis des Graecums, Hebraicums oder Latinums mit einschließt oder ob der Nachweis über Kenntnisse in einer zweiten Fremdsprache oder einer weiteren Sprache erbracht wurde. Sprachzertifikate können das Reifezeugnis ergänzen.
Das Reifezeugnis berechtigt zum Studium an einer Hochschule. Es ist ein Nachweis (Beleg), dass der Studienkandidat über bestimmte Fertigkeiten zur Aneignung von Wissen verfügt, das an Hochschulen vermittelt wird. Aus der Sicht des Bildungsreformers Wilhelm von Humboldt bestand die Qualifikation darin, sich Wissen selbst anzueignen; Hochschullehrer sollten dagegen lediglich Anleitungen zum Selbststudium geben, denn „studere“ (lateinisch) heißt wörtlich: sich bemühen.

## International

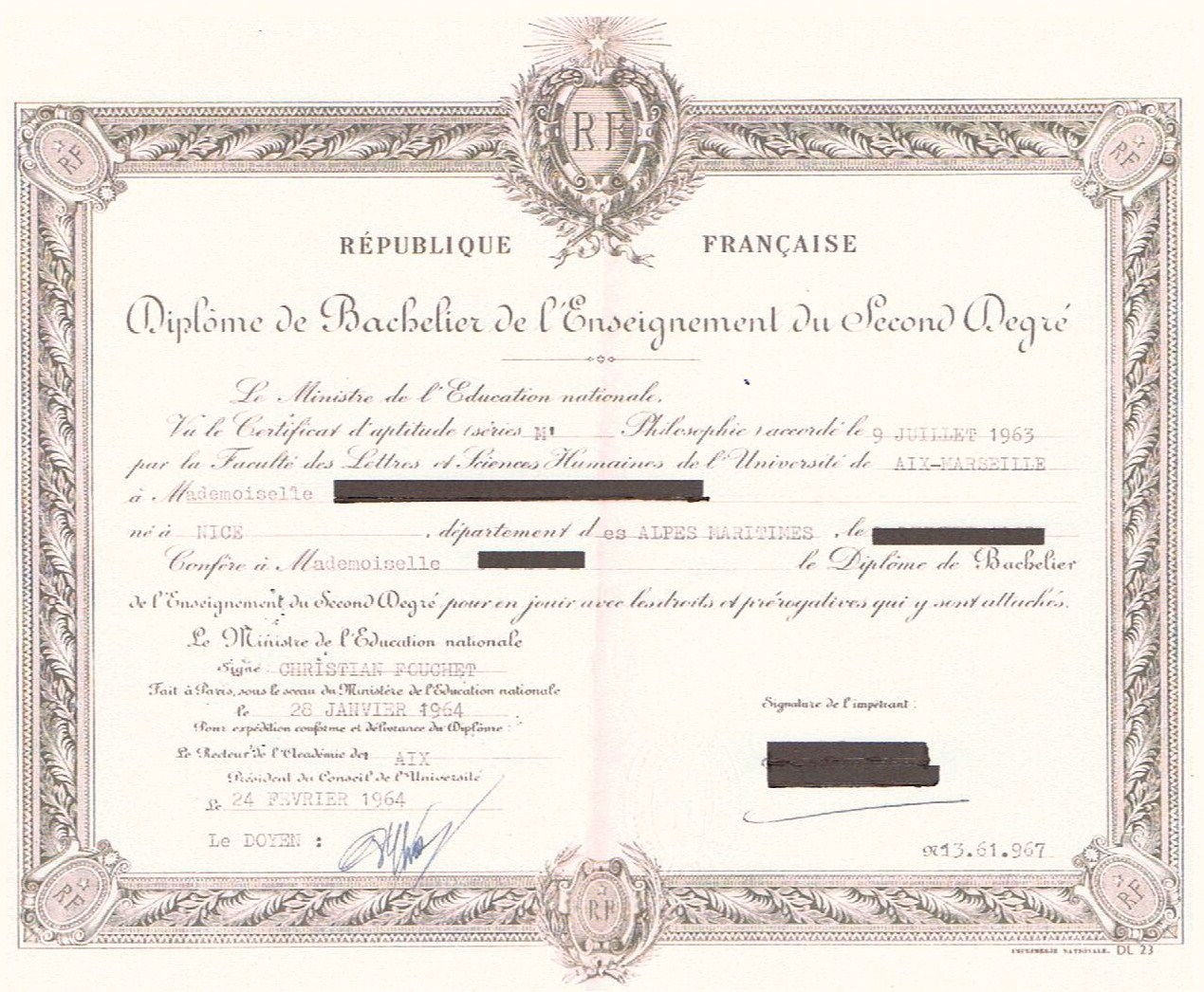
Französisches Baccalauréat (1971)

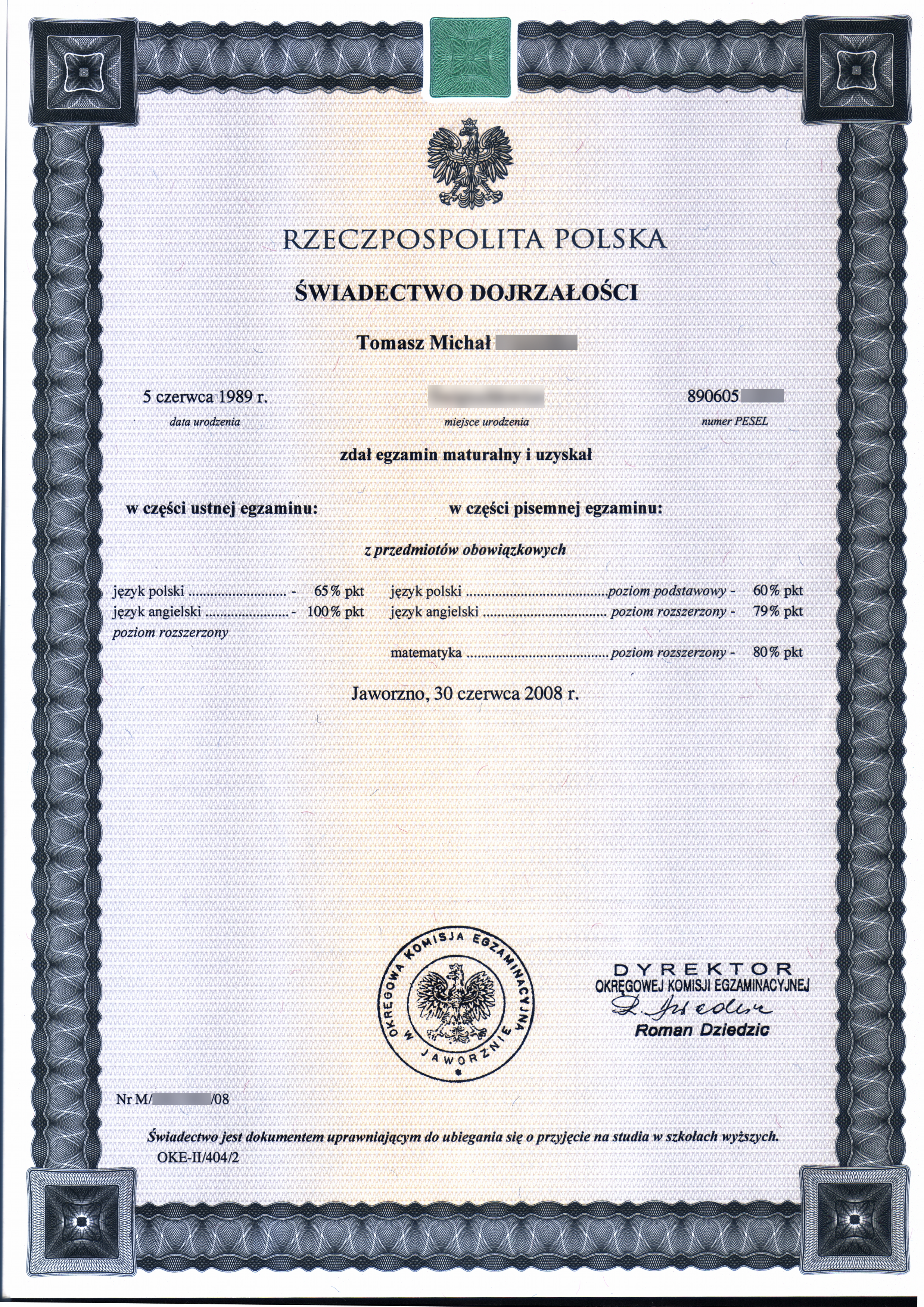
Polnisches Reifezeugnis (2008)

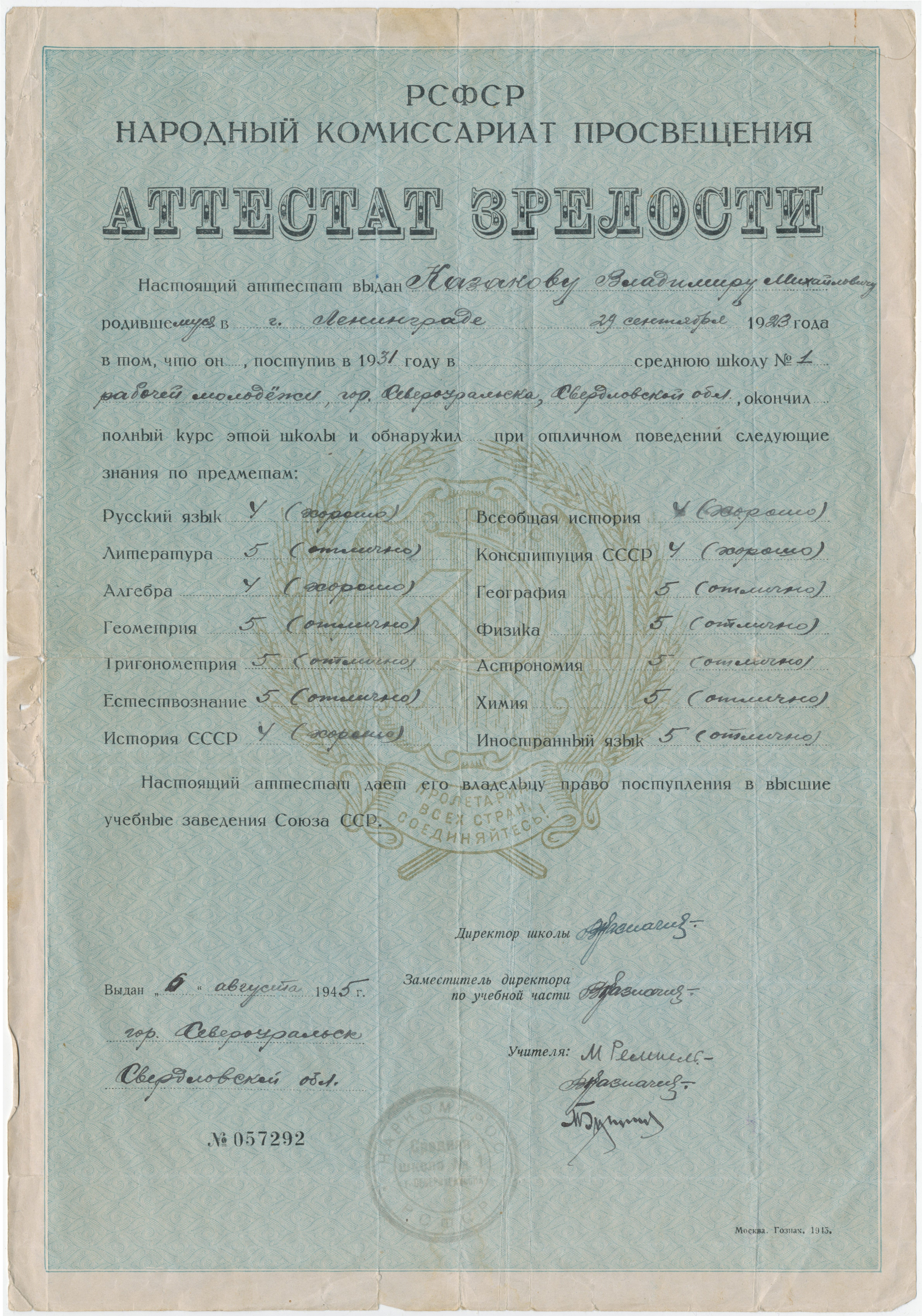
Russisches Reifezeugnis (1945)

Das Reifezeugnis nach Abschluss einer höheren Schule bzw. die Reifeprüfung selbst haben in Europa verschiedene Bezeichnungen:

### Vom lateinischen Matura abgeleitet
- in Albanien: matura shtetërore („Staatsmatura“)
- in Bosnien und Herzegowina: matura
- in Bulgarien: Матура (Matura) oder държавен зрелостен изпит (darschawen srelosten ispit; „staatliche Reifeprüfung“)
- in Kroatien: Državna matura („Staatsmatura“)
- in Österreich Matura (offiziell: Reifezeugnis bzw. -prüfung)
- in Polen: egzamin maturalny (bis 2005: egzamin dojrzałości, „Reifeprüfung“) bzw. świadectwo dojrzałości („Reifezeugnis“), umgangssprachlich Matura
- in der Schweiz: Matura (französisch maturité; italienisch maturità)
- in Serbien: Matura
- in der Slowakei: Maturita, Matura (Maturitná skúška)
- in Slowenien: matura
- in Tschechien: Maturita (Maturitní zkouška)

### Vom französischen Baccalauréat abgeleitet
- in Frankreich: Baccalauréat, genannt Bac
- in Rumänien: Baccalaureat, genannt Bac
- in Spanien: Bachillerato + Selectividad (besteht aus der Kombination der Schulabschlussprüfungen und der Hochschulzulassungsprüfungen)

### Weitere Bezeichnungen
- in Brasilien: ENEM
- in Dänemark: Studentereksamen
- in Deutschland: Abitur(zeugnis), abgekürzt Abi
- in England/Wales: Advanced Level, kurz A-Level
- in Finnland: Ylioppilastutkinto/Studentexamen
- in Israel: Bagrut
- in Italien: esame di Stato, förmlich esame di Stato conclusivo del corso di studio di istruzione secondaria superiore („Staatsexamen zum Abschluss der Bildung der höheren Sekundarstufe“), bis 1998 offiziell und seither noch umgangssprachlich: (esame di) maturità; in Südtirol: staatliche Abschlussprüfung (Matura)
- in Kolumbien: ICFES Saber 11.
- in Litauen: Brandos atestatas („Reifezeugnis“)
- in den Niederlanden: Diploma voorbereidend wetenschappelijk onderwijs (VWO-diploma; „Diplom der vorbereitenden wissenschaftlichen Bildung“)
- in Russland: Аттестат зрелости (Attestat srelosti, „Reifezeugnis“)
- in Schweden: Studentexamen
- in Schottland: Highers
- in der Ukraine: Атестат про повну загальну середню освіту (Atestat pro zahalnu serednyu osvitu, „Zertifikat der vollständigen allgemeinen Sekundarbildung“)
- in Ungarn: Érettségi vizsga (Reifeprüfung) bzw. Érettségi bizonyítvány (Reifezeugnis), kurz Érettségi
- in der Türkei: Olgunluk Diploması oder Mezuniyet Belgesi

Darüber hinaus verleihen internationale Schulen häufig ein internationales Reifezeugnis (Internationales Baccalaureat (IB)), das in vielen Ländern als Qualifikationsnachweis für ein Studium an einer Universität anerkannt wird. In Europäischen Schulen gibt es das Europäische Abitur.
In der International Standard Classification of Education (ISCED) der UNESCO entspricht das Reifezeugnis dem Level 3A (Sekundarbildung Oberstufe).

## Vorschriften der Länder im Web
- Schulgesetz für das Land Nordrhein-Westfalen. Ministerium des Inneren des Landes Nordrhein-Westfalen, 23. August 2021, abgerufen am 24. August 2021.
- Schulgesetz für das Land Berlin. Berliner Vorschriften- und Rechtsprechungsdatenbank, 5. Juli 2021, abgerufen am 24. August 2021. Dort die Abschlüsse: Erster Bildungsweg § 28, Zweiter Bildungsweg § 40, Nichtschüler-Reifeprüfung § 60, andere Studienbefähigungen § 61.
- Ausführungsvorschriften über Zeugnisse. (PDF) Senatsverwaltung für Bildung, Jugend und Familie, 31. Juli 2015, abgerufen am 24. August 2021.
- Abiturprüfungsordnung des Landes Rheinland-Pfalz. In: Landesrecht online. Ministerium der Justiz Rheinland-Pfalz, 10. Februar 2021, abgerufen am 24. August 2021.